# Rackspace
Rackspace Inc. es una compañía de gestión de computación en la nube , fundada en San Antonio, Texas (Estados Unidos) y actualmente basada en Windcrest, un suburbio de San Antonio. La compañía también tiene oficinas en Australia, Reino Unido, Suiza, México, Israel, Países Bajos, India y Hong Kong; y centros de datos que operan en Texas, Illinois, Virginia, Reino Unido, Australia y Hong Kong. La división de correo electrónico y aplicaciones opera desde Blacksburg, Virginia y las otras oficinas están ubicadas en Austin, Texas y San Francisco, California.

## Historia

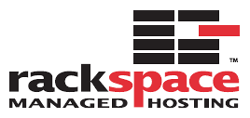
Logo de Rackspace pre-2008

En 1996, Richard Yoo inició un pequeño proveedor de servicios de Internet llamado Cymitar Network Systems fuera del garaje de su apartamento en San Antonio, Texas. La compañía comenzó a hacer desarrollo de aplicaciones, además de ofrecer acceso básico a Internet y alojamiento web. En 1997, Yoo introdujo a Dirk Elmendorf a la compañía. Cuando la compañía comenzó a desarrollar aplicaciones de Internet como su principal negocio, la empresa fue renombrada como Cymitar Technology Group. Como Cymitar Technology Group creció, Patrick Condon fue reclutado desde California y se unió al equipo en 1998. Casualmente, los tres fundadores de la compañía fueron estudiantes al mismo tiempo en la Universidad Trinity en San Antonio.
Aunque los fundadores comenzaron como desarrolladores de aplicaciones para usuarios finales, se encontraron con que la mayoría de las empresas no sabían bien cómo deseaban alojar sus aplicaciones. Los fundadores querían centrarse en el desarrollo de aplicaciones, no en alojamiento, pero no fueron capaces de encontrar una oportunidad para tercerizar el trabajo de alojamiento. Con el tiempo, los fundadores se dieron cuenta de que sería mejor crear un producto para servir a la necesidad de alojamiento y lanzarlo como empresa. Rackspace se puso en marcha en octubre de 1998 con Richard Yoo como su CEO. Aunque la mayoría de las empresas de alojamiento se centraron en la parte de tecnología del alojamiento, Rackspace creó su "Fanatical Support" que ofrece centrarse en el servicio y en el soporte.  El 28 de marzo de 2000, Rackspace recibió financiación a través de Norwest Venture Partners y Sequoia Capital. George J. Still, Jr., socio gerente de Norwest, se incorporó posteriormente a la Junta Directiva.

## Modelo de negocio
Rackspace tiene dos líneas principales de negocio – Servidores Cloud y Servidores Dedicados. Rackspace ayuda a diseñar, crear y operar cargas de trabajo entre ambos entornos en función de las necesidades individuales del cliente.

### Servidores dedicados
El nivel de servicio administrado consiste en el soporte a demanda, donde se proporcionan servicios proactivos, pero el cliente puede ponerse en contacto con Rackspace cuando necesita ayuda adicional.
El nivel de servicio intensivo consta de soporte proactivo, donde se ofrecen muchos servicios proactivos, y los clientes reciben consultas adicionales acerca de la configuración de su servidor. Implementaciones altamente personalizadas generalmente caen bajo este nivel de soporte.

## Participación con otras empresas
Rackspace lanzó ServerBeach en San Antonio en enero de 2003 como una alternativa de menor costo para los servidores dedicados diseñados para los aficionados de la tecnología que quieren flexibilidad y fiabilidad. Richard Yoo era un catalizador en la puesta en marcha de ServerBeach. El proveedor de ancho de banda y colocación, Peer 1 Hosting, compró ServerBeach en octubre de 2004 por $ 7,5 millones. Peer 1 Hosting entró en el mercado de alojamiento administrado de Reino Unido en enero de 2009 y la marca ServerBeach ahora compite directamente con la rama británica de Rackspace, dirigida por Dominic Monkhouse, ex director general de Rackspace Limited.
En octubre de 2006, Mosso Inc. se puso en marcha para experimentar con servicios de alojamiento de etiquetado blanco. Finalmente, la división se convirtió en la base para la oferta de Rackspace Cloud Computing
El 1 de octubre de 2007, Rackspace adquirió Webmail.us, una empresa de alojamiento de correo electrónico privado ubicada en Blacksburg, Virginia. El 20 de mayo de 2009, Mailtrust pasó a formar parte de la recién formada división de Correo Electrónico y Aplicaciones de Rackspace.
El 22 de octubre de 2008, Rackspace adquirió Slicehost, un proveedor de servidores virtuales y Jungle Disk, un proveedor de copia de seguridad en línea de software y servicios.

## Expansión en la de Asia-Pacífico
La compañía está experimentando un crecimiento en el mercado asiático. La oficina en Asia es un paso natural en la expansión de Rackspace fuera de los Estados Unidos y Londres para atender a las necesidades de los clientes en todo el mundo en Hong Kong / China. Rackspace seleccionó Hong Kong como la oficina regional de Asia-Pacífico debido a su reputación dentro de la economía global de negocios, su infraestructura de TI, los múltiples proveedores de telecomunicaciones y la rica fuente de talento. Rackspace también solicitó la opinión de su actual base de clientes en la región de Asia y Pacífico, y la mayoría de los encuestados confirmó su preferencia por hacer negocios en Hong Kong.

## En las noticias
En 2008, Rackspace trasladó sus oficinas centrales desde un edificio una vez ocupado por Datapoint Corporation para el entonces desocupado Windsor Park Mall en Windcrest, Texas. El Presidente de Rackspace, Graham Weston, era propietario del edificio de Montgomery Ward en el centro comercial hasta 2006, cuando fue vendido a un desarrollador. La ciudad de Windcrest compró 111 acres (0,45 km²) al sur del centro comercial para crear un complejo residencial y comercial. La instalación está ubicada junto a la Escuela Secundaria Roosevelt, y muchos estudiantes Roosevelt son pasante en Rackspace.
La revista Fortune "Las 100 Mejores Empresas para Trabajar 2008" colocó a Rackspace como # 32 el primer año en que Rackspace aplicó para su consideración. La empresa fue elogiada por su transparencia. Regularmente se llevan a cabo reuniones de "libro abierto" en que los líderes de nivel superior comparten en profundidad la información financiera con todos los empleados. En 2011 y 2013, la compañía fue nombrada como uno de los 100 mejores lugares para trabajar por la revista Fortune.
El 8 de agosto de 2008, Rackspace abrió para cotizar en la Bolsa de Valores de Nueva York bajo el símbolo "RAX" después de su oferta pública inicial (OPI) en la que se planteó $ 187,5 millones.  La oferta pública inicial incluyó 15 millones de sus acciones comunes a un precio de $ 12,50 por acción.  La salida a bolsa no le hizo bien en el mercado público y perdió alrededor del 20% de su precio inicial casi de inmediato.
Alrededor de las 15:45 CST del 18 de diciembre de 2009, Rackspace se cayó. Rackspace experimentó un corte para los clientes que utilizan el centro de datos de Dallas-Fort Worth - incluyendo los de Rackspace Cloud, de nuevo. Esta vez, muchos sitios de alto perfil decidieron hacer planes alternativos en otras empresas de alojamiento para evitar problemas en el futuro.
El 8 de septiembre de 2010, Rackspace decidió dejar de prestar el servicio de alojamiento web al Centro Dove World Outreach. Esto fue en reacción al plan de pastor Terry Jones de Dove World de quemar varias copias del Corán en el aniversario de los ataques del 11 de septiembre. Rackspace afirma que esto violaba su política de la empresa. Este movimiento fue objeto de críticas, sobre todo desde el propio Terry Jones, que lo describió como un "ataque indirecto en nuestra libertad de expresión.". Otros cuestionaron la pertinencia de la acción de Rackspace, afirmando que no hay "absolutamente ninguna razón para que los servidores web tengan una política editorial, y esto sólo le da a Jones más atención, y le hace parecer más perseguido." 
El 3 de junio de 2011, Rackspace intervino en una solicitud de  Queensland host Rack Servers de registrar su nombre comercial en  Australia.
El 26 de mayo de 2013, el libro del Autor Bill Schley 'The UnStoppables ', que fue inspirado por la cultura Rackspace, se convirtió en un superventas del New York Times.
El 15 de mayo de 2014, Rackspace contrató a Morgan Stanley para evaluar las opciones estratégicas, incluyendo la venta o fusión con otras empresas de tecnología.
En octubre de 2014, Rackspace anunció que iba a vender y dar soporte a Google Work apps para los clientes del negocio.

## Adquisiciones
El 22 de octubre de 2008, Rackspace anunció que estaba comprando al proveedor de almacenamiento en la nube Jungle Disk y al proveedor de VPS SliceHost.
El 16 de febrero de 2012, Rackspace adquirió SharePoint911, una empresa de consultoría de Microsoft SharePoint con sede en Cincinnati, Ohio.
Otras adquisiciones incluyen: Cloudkick, Anso Labs, Mailgun,  ObjectRocket, Exceptional Cloud Services, y ZeroVM.

## En todo el mundo
Rackspace atiende a clientes en todo el mundo y tiene oficinas en los Estados Unidos, Australia, Reino Unido, Países Bajos, Suiza, Israel, India y Hong Kong, y centros de datos en Estados Unidos, Australia, Reino Unido y Hong Kong. Rackspace se ha registrado en el Reino Unido como Rackspace Ltd y desde 2013 cuenta con 900 empleados aproximadamente, en una oficina (en Hayes, distrito londinense de Hillingdon) y un centro de datos de alquiler (en Londres y sus alrededores). La compañía abrió un cuarto centro de datos en Slough, Berkshire, en el segundo trimestre de 2008.
Algunas organizaciones con servicios de alojamiento web de Rackspace Reino Unido son: Confused.com, Vue, Renault, online publication The Register, Huddle, Funny or Die, Metacafe, Suicide Girls, y net connect.
Rackspace Benelux en Ámsterdam abrió sus oficinas en octubre de 2007. Ganó varios clientes como LogicaCMG, Exact Software y CapGemini.
Rackspace Australia abrió sus oficinas en marzo de 2009 en Sídney. Ganó varios clientes y socios como Westfield Holdings, Wotif.com, Sage Australia, Xero, Netstarter y Market Boomer.

## Premios
En 2014, Rackspace ocupó el puesto 29 en la lista de Fortune de las 100 mejores empresas para trabajar en los EE. UU. A partir de 2007, Rackspace ha aparecido en la lista en 6 de 7 años. Rackspace Reino Unido también ha aparecido en los premios The Sunday Times mejores empleadores en cada año en el periodo entre 2007 y 2013. La división británica de la compañía también ha sido parte del ranking "Great Place To Work" durante 9 años consecutivos a partir de 2004, llegando en cuarto lugar en 2013 y sexto en 2014.

## OpenStack
En 2010, Rackspace contribuyó con el código fuente de su producto Cloud Files al proyecto OpenStack bajo la licencia Apache para convertirse en el componente de OpenStack Object Storage. En abril de 2012, Rackspace anunció que implementaría OpenStack Compute como la tecnología subyacente para sus productos de Servidores Cloud. Este cambio introduce un nuevo panel de control, así como add-on de servicios en la nube que ofrecen bases de datos, monitoreo de servidor, almacenamiento en bloques, y la creación de redes virtuales.